# Port El Kantaoui
Port el Kantaoui (àrab: مرسى القنطاوي, Marsà al-Qanṭāwī) és una vila turística de Tunísia, construïda el 1979 en l'emplaçament d'un petit port costaner, proper a Akouda, a la municipalitat de Hammam Sousse. Està en ple funcionament des del 1981, quan s'hi van establir tota mena de serveis turístics, un port esportiu, un passeig marítim i un gran nombre d'hotels i restaurants. Està situada uns 10 km al nord de Sussa, a la governació homònima.

## Història
El 1971, a petició del president Habib Bourguiba, es va estudiar el seu establiment per part de la Compagnie financière touristique de Tunis (COFITOUR). El projecte va ser dirigit per Olivier-Clément Cacoub, i es van construir els primers apartaments privats en copropietat coneguts com la Casa de la Mar. El port es va obrir el 1979 i COFITOUR va traspassar la gestió a la Société hôtelière et touristique du Port El-Kantaoui (SHOTOPEK). El camp de golf (18 forats) es va acabar el 1980. El 1990 un nou barri, les Cases dels Jardins, es va posar en funcionament.

## Desenvolupament
Des de la seva fundació la vila no ha parat de créixer i ja arriba a Chott Meriem, uns 6 km més al nord, i també s'ha estès uns 3 km cap al sud. El port es va ampliar per acollir fins a 340 vaixells. Les construccions intenten imitar l'estil andalusí de Sidi Bou Said, amb murs blanc, arcades i decoració amb flors naturals.
La platja ocupa uns 7 km i la rodalia està plena d'atraccions i atractius turístics com un parc aquàtic, el Palace Aqua. S'hi celebren festival d'animació, regates, concerts i altres esdeveniments. Animat pel seu èxit es va construir més al nord Yasmine Hammamet.